# Кроликовый клей

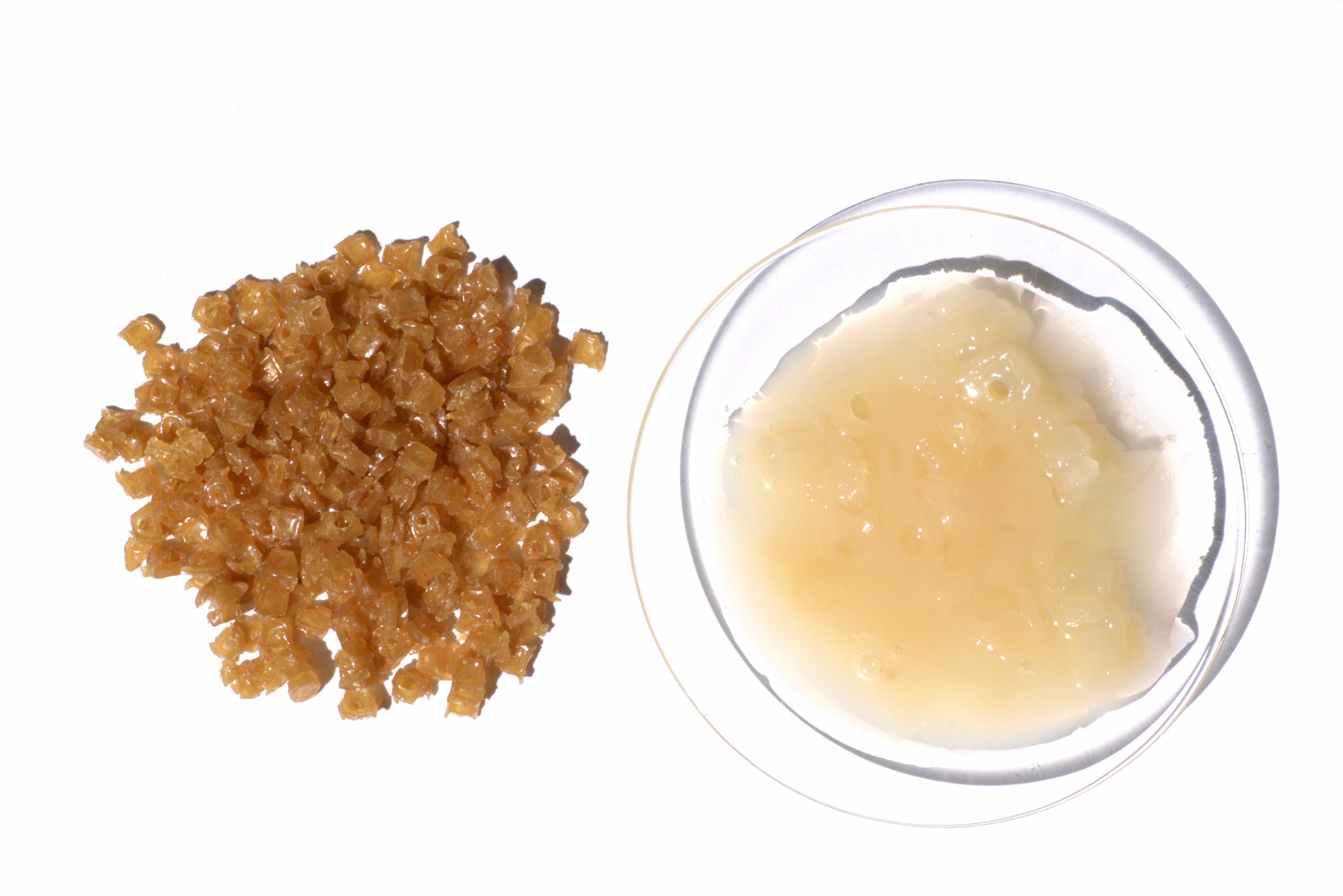
Кроликовый клей: гранулы (слева), частично растворенный в воде (справа)

Кроликовый клей — шлихтующее и клеящее вещество. 
Представляет собой очищенный коллаген из кожи кролика, традиционно использовался в составе левкаса.

## История
Традиционно художники эпохи Возрождения использовали кроликовый клей для проклейки и грунтовки  основы под живопись - поверхности доски или холста. Это необходимо, так как льняное масло, являющееся составляющей связующей  масляных красок, содержит некоторое количество свободных жирных кислот (линоленовую кислоту), которая со временем разъедает волокна холста.
Для прочной связи  краски с основой на проклейку наносился дополнительно слой грунта, состоящий из клея и молотого мела или инертного гипса (например, перемолотые в порошок ненужные гипсовые формы). На холсте грунтом ещё и уменьшали зернистость ткани,доводя, по необходимости, до гладкой поверхности, подобно доске.

## Производство
Кроликовый клей — это животный клей, который получают продолжительным кипячением животной соединительной ткани.
Продается в форме порошка или кусками.
При приготовлении необходимо соблюдать правильное соотношение клея и воды для достижения нужной консистенции.
Нагревать клей следует чуть менее, чем до точки кипения.
При слишком сильном нагревании клей теряет часть скрепляющих свойств.
Производители кроликового, коровьего и лошадиного мездрового клея рекомендуют растворять клей при 60—63 °C.

## Использование

### Клеящее вещество
Кроликовый клей используется в качестве клеящего вещества при производстве мехов для концертин и в других инструментах малого размера, например, в скрипках.
Его главные преимущества — очень быстрая фиксация и быстрое раскрепление в горячей воде, если инструмент необходимо разобрать для ремонта. Также он обладает очень малой ползучестью, что является свойством некоторых клеев со временем подвергаться пластической деформации при даже очень низких, но непрерывных нагрузках. Например, гитарные бриджи подвергаются высокому поперечному напряжению, которое при использовании неправильного клея может привести к сползанию бриджа вперед.
Протеины клея впитываются в древесину, скрепляясь с её порами. Клей  густеет при охлаждении с быстрым нарастанием липкости (адгезии) и отвердевает при высыхании, Однако, кроликовый клей работает только на микроскопическом уровне, скрепляя между собой волокна древесины, он не может заполнить щели между скрепляемыми поверхностями, уменьшаясь в объеме при высыхании, поэтому они должны быть очень гладкими.
Грунтовка с использованием кроликового клея подходит не только для рисования масляными красками. Краски на акриловой основе прекрасно закрепятся на холсте, подготовленном с использованием кроликового клея.
Современные реставраторы считают кроликовый клей одной из основных причин образования трещин в картинах масляными красками. Из-за своей гигроскопичности клей непрерывно впитывает влагу из атмосферы, разбухая и усаживаясь в зависимости от уровня влажности. Такие колебания приводят к образованию трещин в хрупкой масляной краске. . Однако альтернативный клей не дает такого уплотнения и укрепления холста, как кроликовый клей, поэтому некоторые художники по-прежнему предпочитают использовать именно его.